# Parque nacional Dr. José Gregorio Hernández
El Parque nacional Doctor José Gregorio Hernández conocido popularmente como el Ramal de Calderas es el parque nacional más joven de Venezuela y una de los principales espacios naturales de los Andes Venezolanos. Abarca una superficie de 505 kilómetros cuadrados y se localiza administrativamente entre los estados de Trujillo, Mérida y Barinas, al occidente del territorio venezolano. Es el parque nacional número 45 decretado y tras años de investigación acreditados al biólogo venezolano Edgar Yerena y al investigador Marcos Hidalgo, en conjunto a un equipo de muchos investigadores, sus aportes sirvieron para la creación de este parque nacional. 
El parque nacional funge como conector entre el parque nacional Guaramacal y la Sierra Nevada de Mérida y fue creado para preservar el hábitat más grande de osos frontinos de Venezuela (especie en peligro de extinción y poco común de ver en estado salvaje en el país) y la cuenca de los Ríos Santo Domingo y Calderas. Alberga parte del Monumento Natural Pico Gurigay y alberga un 55% del Municipio Boconó y un 79% del Municipio Pueblo Llano. En sus inmediaciones se halla el punto más alto del estado Barinas y la Central Hidroelétrica José Antonio Paéz cercana a Santo Domingo.